# Hardy Åström
Hardy Åström (Skellefteå, 1951. március 29. –) világbajnoki és Európa-bajnoki ezüstérmes, Elitserien (SHL) bajnok svéd profi jégkorongozó kapus, edző.

## Pályafutása
Komolyabb junior karrierjét a svéd másodosztályban kezdte 1968-ban és 1974-ig ott játszott a IFK Lulea csapatában. 1974-ben felkerült az elsőosztályba a Skellefteå AIK-ba és három évig itt játszott. Szerepelt az 1976-os Kanada-kupán és az 1977-es jégkorong-világbajnokságon. 1977-ben átkerült az USA-ba, a National Hockey League-be a New York Rangersbe. Gyorsan le is küldték az American Hockey League-es New Haven Nighthawksba. A következő szezonban visszatért hazájába a Skellefteå AIK-ba, de 1979–1980-ban megint a tengertúlon volt játszani a Colorado Rockies csapatában. A következő szezon felét a Rockiesban a másik felét a CHL-es Fort Worth Texansban töltötte. 1981–1982-ben a szintén CHL-es Oklahoma City Starsban játszott. 1982-ben végleg hazament játszani a másodosztályba két évre majd két évre az elsőosztályba (Södertälje SK). 1986-ban vonult vissza. Kétszer volt edző, mind a kettő alkalommal rövid ideig és alsóbb ligákban.